# LAR-160
LAR-160（light artillery rocket 160mm calibre、稀にLARと省略される）は、イスラエルのIMI社が1970年代に開発した多連装ロケット砲である。射程12-45km。
発射器は通常、13基を束ねたロケット発射ポッドコンテナ（Launch Pod Containers：LPC's）2個により構成される。18基束ねた物も開発された。
同じくIMIによって開発された、6輪トラックを改造した装輪式自走ロケットランチャーであるリンクスに搭載されるほか、軽量なものはヘリやハンヴィーなどに牽引されて運ぶ事が可能である。
全26発のロケット弾は60秒以下で全弾発射され、15トン/mのクレーンを備えたトラックから5分以内に再装填することができる。

## 開発
イスラエル・ミリタリー・インダストリーズが1970年代に開発し、1983年にイスラエル国防軍に採用される。
その後も開発研究が続けられ、Mk.I、Mk.II、Mk.IVが作られる。
Mk.I ロケット
固形燃料で飛ぶ。射程30km、重量100kg、そのうち40kgが破片効果榴弾（HE-COFRAM：controlled fragmentation munitions）である。接触信管・近接信管によって起爆、最初の採用例はベネズエラ陸軍のAMX-13に装備させた物である。
Mk.II ロケット
射程30km、重量110kgで、そのうち46kgは弾頭のHE-COFRAM、もしくはCL-3022-S4 AP/AM クラスター爆弾子弾104個を搭載する。遠隔設定電気信管で起爆し、目標の上空で爆発させ、子弾を約31,400m²の範囲に落下させる。
Mk.IV ロケット
射程45km、推進剤が変更されている。
NAVLAR
海軍用に開発されたモデルである。アプリケーションが海軍用に変更されている。
GRADLAR
BM-21 グラート、その他の122mm多連装ロケット砲をLAR-160の技術を流用して経済的にアップグレードさせられるパッケージとして開発された。
ACCULAR
INS/GPS誘導装置による精密誘導と、飛行中の軌道修正を可能にした精密誘導ロケット弾システム。LAR-160のロケット弾に適用した"ACCULAR-160"、GRADLARのロケット弾に適用した"ACCULAR-122"が開発されている。

## 採用国
- アルゼンチン - 10基（TAM VCLC）
- アゼルバイジャン - 30基
- ジョージア - 32基[4]。2024年時点で、ジョージア陸軍が6基のGRADLARを保有[5]。
- イスラエル - 50基（リンクスに搭載された状態のACCULAR-160を"エンチャンテッド・ジャベリン"の名称で採用、またM270 MLRSに搭載された状態のACCULAR-122を"ロマク"の名称で採用）
- カザフスタン
- ルーマニア - LAROM（英語版）から発射する160mmロケット弾としてLAR-160 Mk.IVを採用。
- ベネズエラ - 20基（AMX-13にマウント）
- チリ - 12基

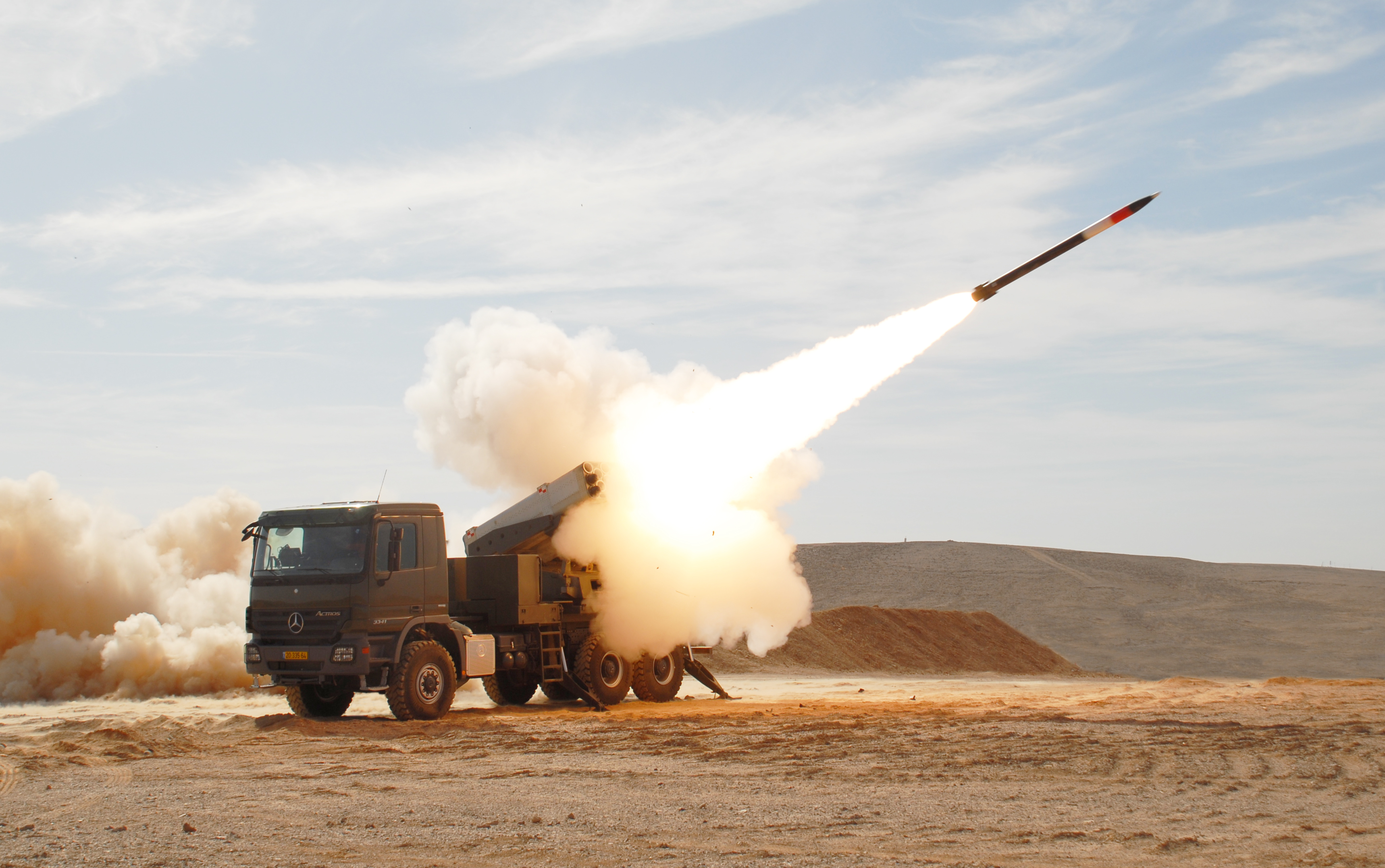
リンクスに搭載されたACCULAR-160、イスラエル国防軍。
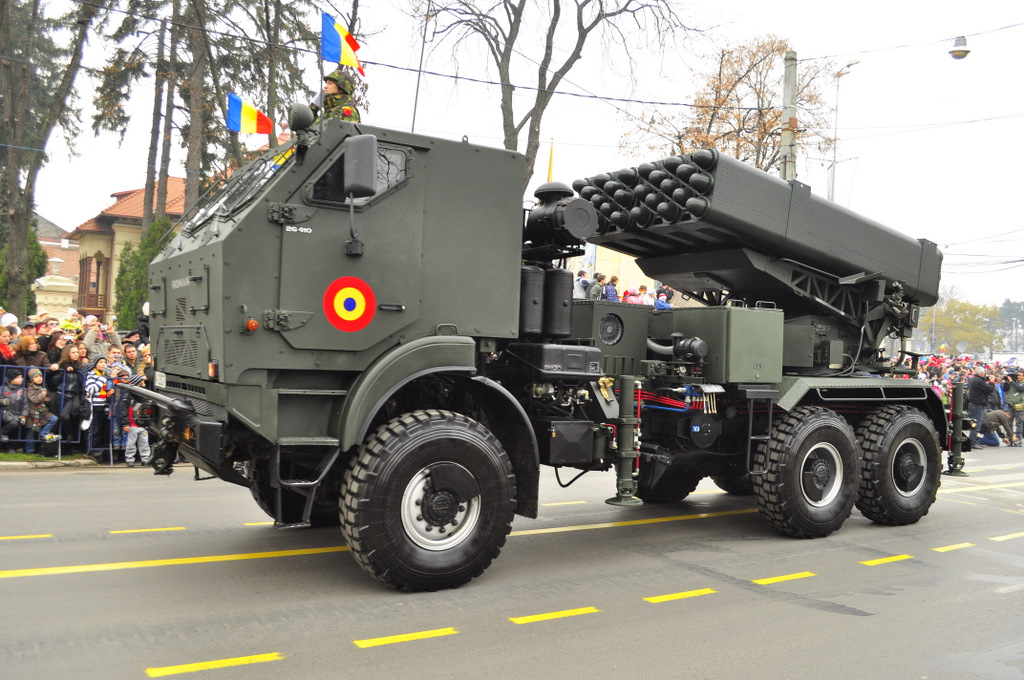
LAROM（英語版）に搭載されたLAR-160。ルーマニア軍。
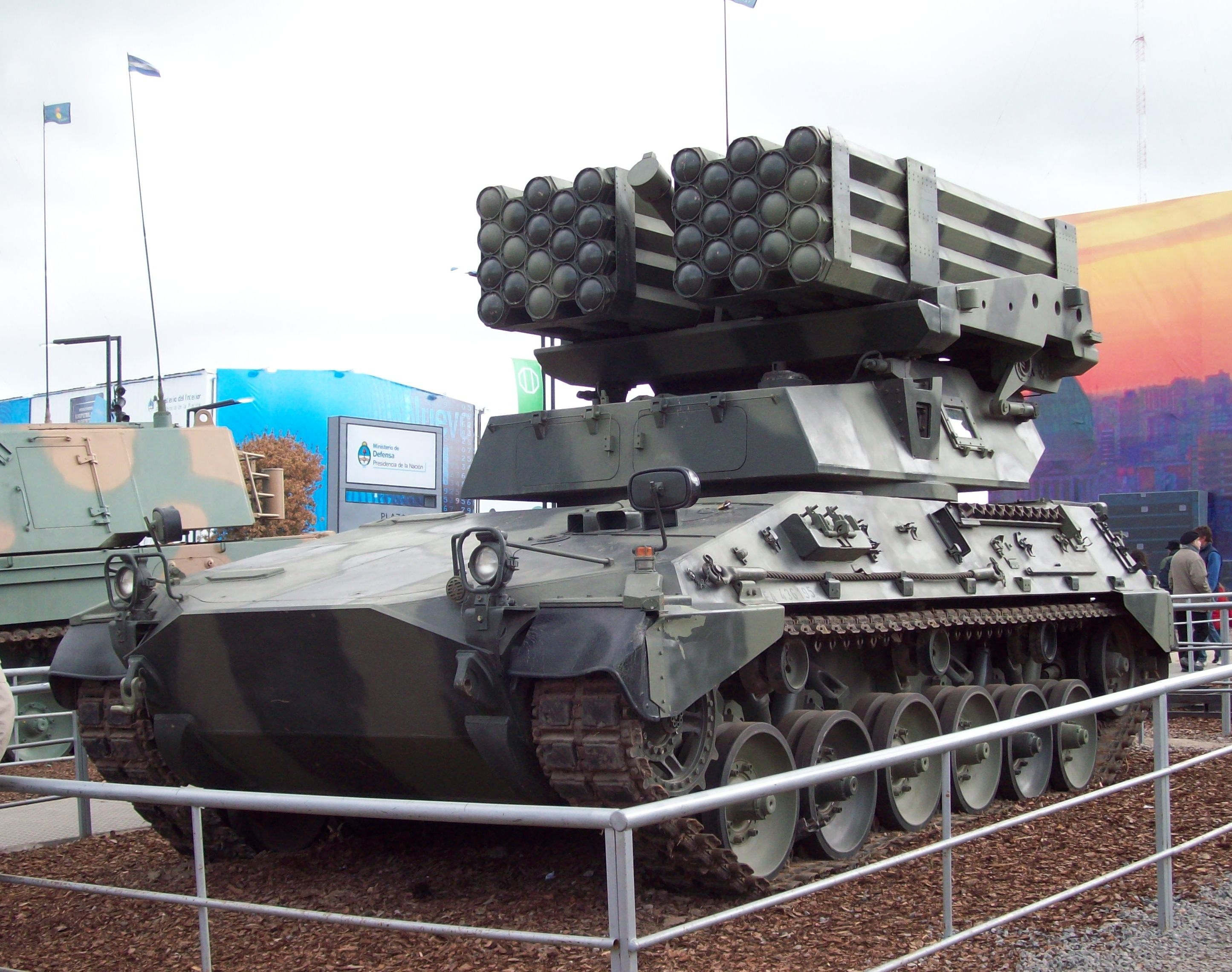
アルゼンチン軍のTAM VCLC。36基の連装ランチャーを搭載。
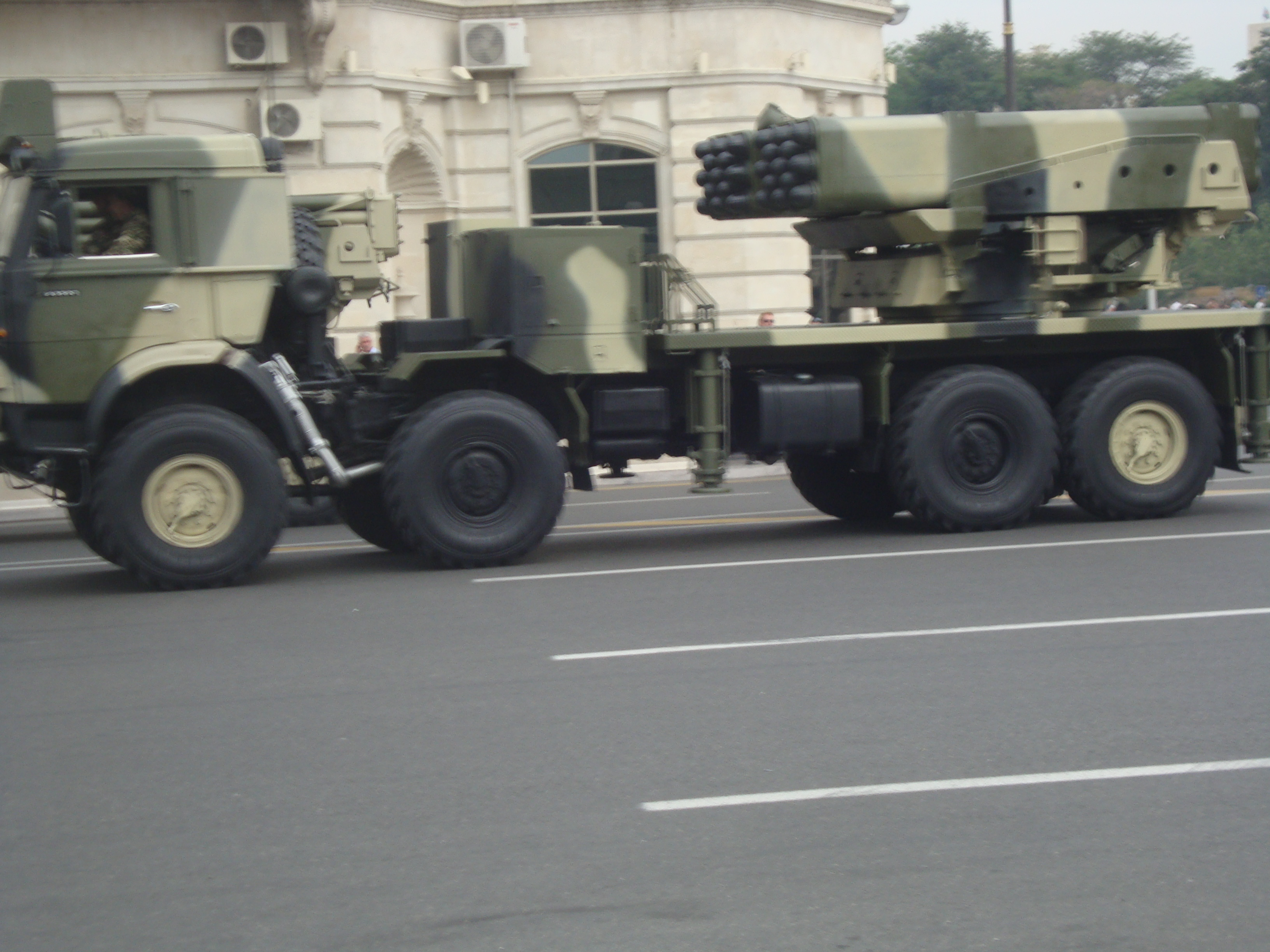
アゼルバイジャン軍のLAR-160。
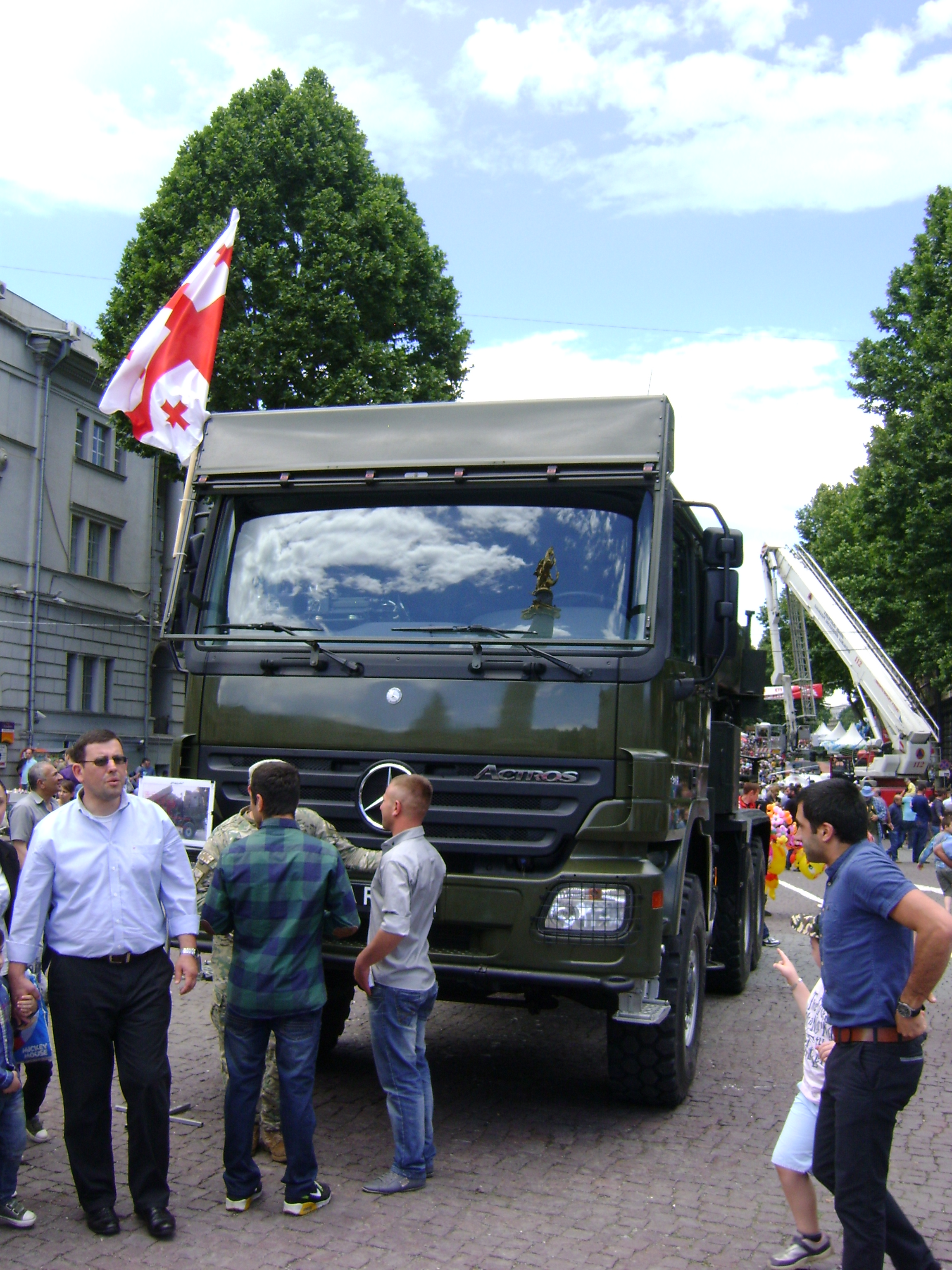
グルジア軍のLAR-160。